# Северо-Западный государственный медицинский университет имени И. И. Мечникова
Северо-Западный государственный медицинский университет имени И. И. Мечникова (СЗГМУ им. И. И. Мечникова) — высшее учебное заведение в Санкт-Петербурге, образованное в 2011 году в связи с объединением Санкт-Петербургской государственной медицинской академии имени И. И. Мечникова с Санкт-Петербургской медицинской академией последипломного образования.
Полное наименование: федеральное государственное бюджетное образовательное учреждение высшего образования «Северо-Западный государственный медицинский университет имени И. И. Мечникова» Министерства здравоохранения Российской Федерации.
Сокращённое наименование: ФГБОУ ВО СЗГМУ им. И. И. Мечникова Минздрава России.
В настоящее время ректором университета является доктор медицинских наук, профессор Сергей Анатольевич Сайганов.

## История
Северо-Западный государственный медицинский университет имени И. И. Мечникова образован 12 октября 2011 года в результате слияния двух старейших образовательных медицинских учреждений России — Санкт-Петербургской медицинской академии последипломного образования и Санкт-Петербургской государственной медицинской академии имени И. И. Мечникова.
История университета насчитывает 135 лет: в 1885 году Великая княгиня Елена Павловна основала Клинический институт, впоследствии ставший Санкт-Петербургской медицинской академией последипломного образования.
Другой вуз — предшественник университета — Психоневрологический институт, основанный в 1907 году выдающимся учёным В. М. Бехтеревым. Впоследствии он был известен как Ленинградский санитарно-гигиенический медицинский институт, потом — Санкт-Петербургская государственная медицинская академия им. И. И. Мечникова.

## Структура
В СЗГМУ имени И. И. Мечникова обучение проводится по программам бакалавриата, специалитета, магистратуры, ординатуры и аспирантуры на 7 факультетах:
- Лечебный факультет
- Медико-профилактический факультет
- Педиатрический факультет
- Стоматологический факультет
- Хирургический факультет
- Терапевтический факультет
- Медико-биологический факультет
- Факультет остеопатии

## Деятельность

### Образовательная деятельность
В университете обучается около 4300 студентов (порядка 3000 студентов на бюджетной форме обучения и 1200 — на местах с оплатой стоимости обучения). Кроме российских граждан в СЗГМУ имени И. И. Мечникова учатся более 300 студентов из иностранных государств.
В университете проходят обучение более 650 врачей-интернов и около 1100 клинических ординаторов. Диссертационные исследования выполняют 460 аспирантов, докторантов и соискателей ученых степеней.
Также ежегодно около 30 тысяч врачей повышают профессиональную квалификацию.

### Научная деятельность
В СЗГМУ имени И. И. Мечникова функционируют 1 научно-исследовательский институт, 9 научно-исследовательских лабораторий, университетский научный стоматологический центр, собственный виварий.
НИИ медицинской микологии имени П. Н. Кашкина является научно-методическим микологическим центром Минздрава России и единственным учреждением в России, где проблемы микологии решаются большим коллективом исследователей, врачей и преподавателей. В испытательном лабораторном центре проводятся испытания, исследования, измерения различной продукции, товаров, материалов, объектов и факторов среды обитания.
В университете запатентованы более 106 инновационных разработок, которые внедряются в клиническую, диагностическую, профилактическую и организационную работу лечебно-профилактических учреждений.
СЗГМУ имени И. И. Мечникова выступает координатором научно-образовательного медицинского кластера Северо-Западного федерального округа — «Северный» и инициатором развития научных исследований проблем здоровья населения Арктики. В 2015 году в университете создана научно-исследовательская лаборатория арктической медицины.
Результаты научных исследований сотрудников публикуются в издаваемых университетом собственных журналах: «Скорая медицинская помощь», «Российский семейный врач», «Вестник Северо-Западного государственного медицинского университета им. И. И. Мечникова» (с 2011 года), «Проблемы медицинской микологии», «Профилактическая и клиническая медицина» (все — реферируемые журналы ВАК).

### Лечебная деятельность
Лечебно-диагностическая работа в СЗГМУ имени И. И. Мечникова осуществляется на 800 койках по 25 лечебным профилям на шести собственных клинических базах. Ежегодно клинические подразделения университета оказывают высококвалифицированную медицинскую помощь приблизительно 4 тысячам пациентов в стационаре и примерно 300 тысячам пациентов амбулаторно.
В состав медицинских подразделений университета входят:
- Клиника имени Э. Э. Эйхвальда
- Больница Петра Великого
- Медико-профилактический центр
- НИИ медицинской микологии имени П. Н. Кашкина
- Центр семейной медицины
- Отделения стоматологии
- Центр медицинской косметологии
- Детский консультативно-диагностический центр

### Международная деятельность
Университет заключил более 70 соглашений о сотрудничестве с зарубежными образовательными и научными институтами.
В рамках программы академической мобильности более 100 иностранных студентов прошли стажировку на кафедрах и клинических базах СЗГМУ им. И. И. Мечникова, и более 200 студентов-мечниковцев побывали на практике за рубежом.
Летние медицинские школы — краткосрочные стажировки для иностранных студентов, обучение в которых проходит на английском языке, — востребованы у студентов из разных стран мира.

## Рейтинги
СЗГМУ им. И. И. Мечникова занял 48-е место в рейтинге влиятельности вузов России RAEX в 2020 году; 64 место в 2021 году и 73 место в 2022 году в рейтинге лучших вузов России RAEX; 88-е место в рейтинге лучших российских вузов по версии Forbes, 34-е место в рейтинге вузов РАНХиГС.
В международном академическом рейтинге RUR университет занимает 472-е место.
В 2021 и 2022 году вуз занял 801—900 позицию в Международном рейтинге «Три миссии университета»
.
Клинические подразделения СЗГМУ имени И. И. Мечникова ежегодно входят в топ лучших государственных клиник Санкт-Петербурга.